# Akhal-Teke
Akhal-Teke è una razza equina tipica del Turkmenistan, di cui è simbolo nazionale. È una delle più antiche razze equine del mondo che discende direttamente dal cavallo turcomanno ed è stata creata dalle tribù Tekè che vivevano nelle oasi del Turkmenistan. Per il colore brillante del suo manto viene chiamato "il cavallo dorato".

## Storia
A causa della sua zona di origine le possibilità di incrocio con altre razze è stata drasticamente ridotta. Tuttavia si registra un tentativo, peraltro fallimentare, di miglioramento attraverso l'utilizzo di Purosangue. L'utilizzo principale di questo cavallo era per le corse, tanto che l'Akhal-Tekè conserva un "fondo" notevole. Poiché il cavallo nelle tribù orientali veniva e viene tenuto in grande considerazione come simbolo di ricchezza e poiché esso ha rappresentato per secoli un fondamentale mezzo di fuga e di salvezza in caso di attacchi improvvisi ad esso era riservata un'attenzione particolare. Esso veniva protetto con coperte dal freddo e dal caldo e veniva alimentato con mangimi a base di grasso animale (lardo, burro), uova, mais ed orzo. 
Nell'antichità il cavallo era secondo solo al padrone di casa.

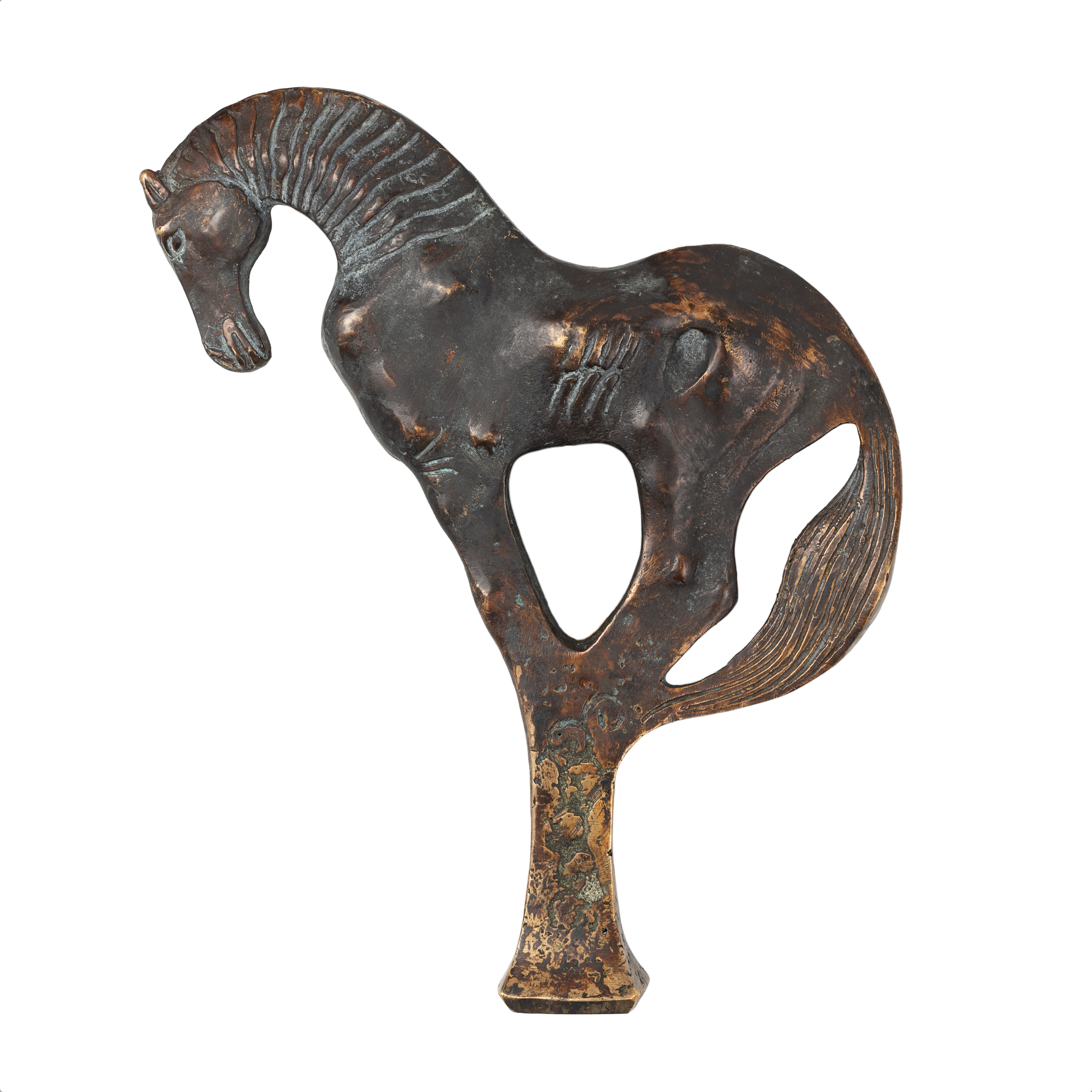
Antico cavallo Akhal-Teke, bronzo, IV-I secolo a.C.

Allevato in zone aride in condizioni di vita molto dure l'Akhal-Tekè risulta un cavallo molto agile e resistente, capace di resistere in zone assai calde o assai fredde. È quindi ottimo per vari tipi di discipline, come endurance, trekking e salto ad ostacoli.
In occidente questo cavallo è apprezzato anche per la tipicità del suo pelo il quale nei secoli ha assunto una particolare forma conica che gli permette di riflettere una quantità notevole di luce solare. Questa particolarità, assieme alla spiccata lunghezza degli arti, che aumenta la distanza del corpo dal suolo, ha permesso a questo cavallo di sopravvivere al clima estremo del deserto.

## Aspetti morfologici

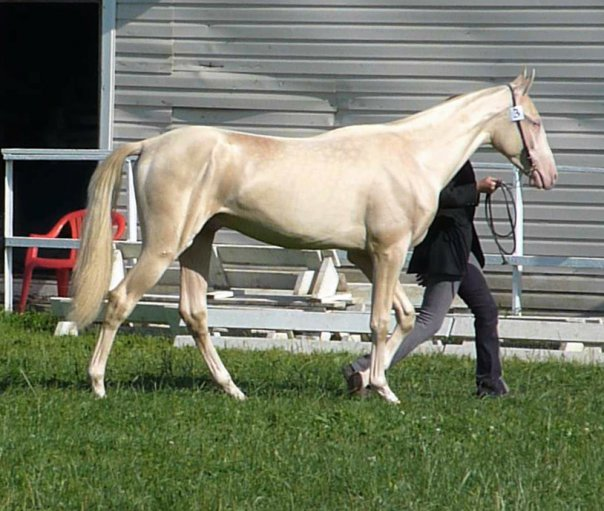
Akhal-Tekè dal mantello "cremello"

La testa è di tipo orientale, collo e corpo snelli e allungati, spalle oblique, quarti inclinati e gambe lunghe e potenti dotate di ottimi piedi.
 
Mantello in prevalenza baio, sauro, cremello, isabella, palomino, con caratteristici riflessi metallici.

## Curiosità
- Gli Akhal-Tekè furono impiegati nella famosa spedizione russa da Ashakhabad a Mosca che copriva una distanza di 4000 km. Durante il raid questi cavalli percorsero 375 km nel deserto in soli tre giorni e assolutamente privi di acqua[senza fonte].
- Si dice che Bucefalo, il cavallo di Alessandro Magno, fosse un Akhal-Teke.
- Gli Akhal-Teke venivano chiamati anche "Levrieri del Deserto" per la loro velocità ed eleganza.